# Église Saint-Martin de Rumilly-lès-Vaudes
Pour les articles homonymes, voir Église Saint-Martin.
L’église Saint-Martin est une église de confession catholique située dans la commune de Rumilly-lès-Vaudes et le département de l'Aube, en France.

## Histoire

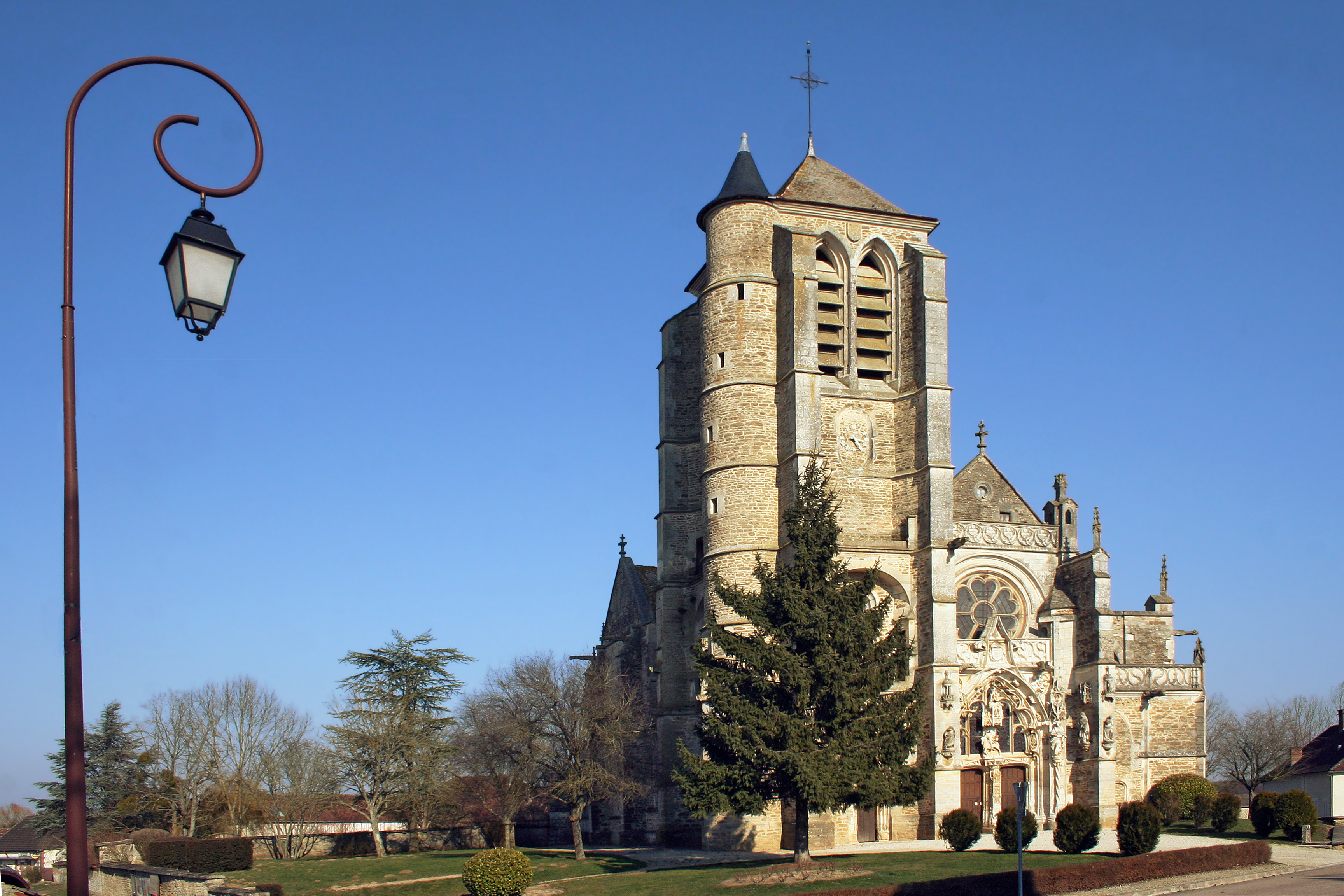
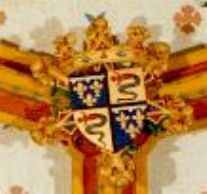

Après la guerre de Cent Ans, le village de Rumilly-lès-Vaudes, jusque-là situé sur le « grand chemin » (Route de Troyes à Dijon actuelle), ruiné, se déplace à 3 km de là, près de l’Hozain, en bordure de forêt. Jean Colet, nouvellement nommé à la cure, chanoine et official de Troyes, envisage de construire une nouvelle église pour le nouveau village. Il s’assure du soutien de l’évêque Odard Hennequin (et de son architecte) qui, de Senlis arrivent à Troyes ; il profite de la bulle d’indulgences obtenue à Rome en 1493 par son frère Jacques curé de l’ancienne église, pour obtenir les fonds nécessaires à son projet.
En 22 ans, de 1527 à 1549, le nouvel édifice monte. Il a été doté d’un campanile élevé sur le transept qui sera abattu par un orage en 1739, relevé, puis de nouveau éliminé par un incendie en l’an VI (1798) qui a détruit l’ensemble de la toiture. Malgré les restaurations qui ont suivi, il garde encore aujourd’hui la trace de ce dernier désastre. Bâti sur un plan presque rectangulaire, il allonge ses 38 m sur 18 en largeur et 13 m de hauteur pour la voûte de la nef centrale. On y dénombre encore 12 autels, un autel principal et onze dans les travées latérales.
La façade rappelle celle de la cathédrale de Senlis : tympan ouvert, rosace (reconstruite en 1744) deux statues équestres de saint Martin, deux Annonciations (celles de la nouvelle église et celles sauvegardées de celle qui l’a précédée), des anges musiciens, et ce qui reste des galeries des deux étages après l’incendie de l’an VI. Du côté est, de nombreuses gargouilles, magnifiquement travaillées occupent deux niveaux du bâtiment : griffues, ailées, gueules grandes ouvertes. Au chevet de l’édifice, une pierre gravée rappelle la date de 1527, en août, quand en fut « posée » la première pierre. De nouveau, face à l’entrée, il faut remarquer la « porte du baptême » et la coquille des pèlerins de Saint-Jacques-de-Compostelle.
L’intérieur apparaît immense avec les statues des douze apôtres adossés aux piliers, dais au-dessus de leur tête, deux anges à leurs pieds présentant la croix de consécration. 

### Les verrières
Les verrières sont réparties sur deux étages ; certaines datent du XVIe siècle, parfois mutilées ou restaurées. La fenêtre du transept sud dite de saint Jean est un véritable « mistère » figé sur verre, sur trois niveaux, comme sur les « échafauds » du moyen âge, au portail des églises.
Une Vierge de bois datée du XIVe siècle fait face à une sainte Anne de même facture. Derrière l’autel principal (milieu du XVIIIe siècle comme tout le mobilier et les autels latéraux,) le retable de la Passion, en trois tableaux : Portement de Croix, Crucifixion et Résurrection, pierre polychrome, en ronde-bosse, 70 personnages, figures d’un réalisme exceptionnel, le tout en une perspective rare dans les œuvres similaires. C’est là, très certainement la pièce maîtresse de l’église de Jean Colet.

### Peintures
Une Annonciation de 1736 par Guillaume II Cossard .
À la jonction des nervures des voûtes ont été peintes les armoiries de ceux : seigneurs, ecclésiastiques, particuliers, qui ont aidé Jean Colet dans son entreprise ; elles ont été restaurées en 1867 et le maire de l’époque, Paillot de Montabert, y a fait ajouter les siennes. Au trumeau du portail, au-dessus d’un véritable « tronc » (il n’en existe que deux dans l’Aube et ils sont en l’église de Rumilly)  une plaque rappelle la cérémonie de 1549 au cours de laquelle l’église Saint-Martin a été consacrée par le révérend père en Dieu et très illustre prince maître Louis de Lorraine, évêque de Troyes.
L'édifice fait l’objet d’un classement au titre des monuments historiques par la liste de 1840.
La cure était à la collation seule de l'évêque de Troyes, la dîme était entre le curé et l'abbé de Molesme.

## Pour approfondir

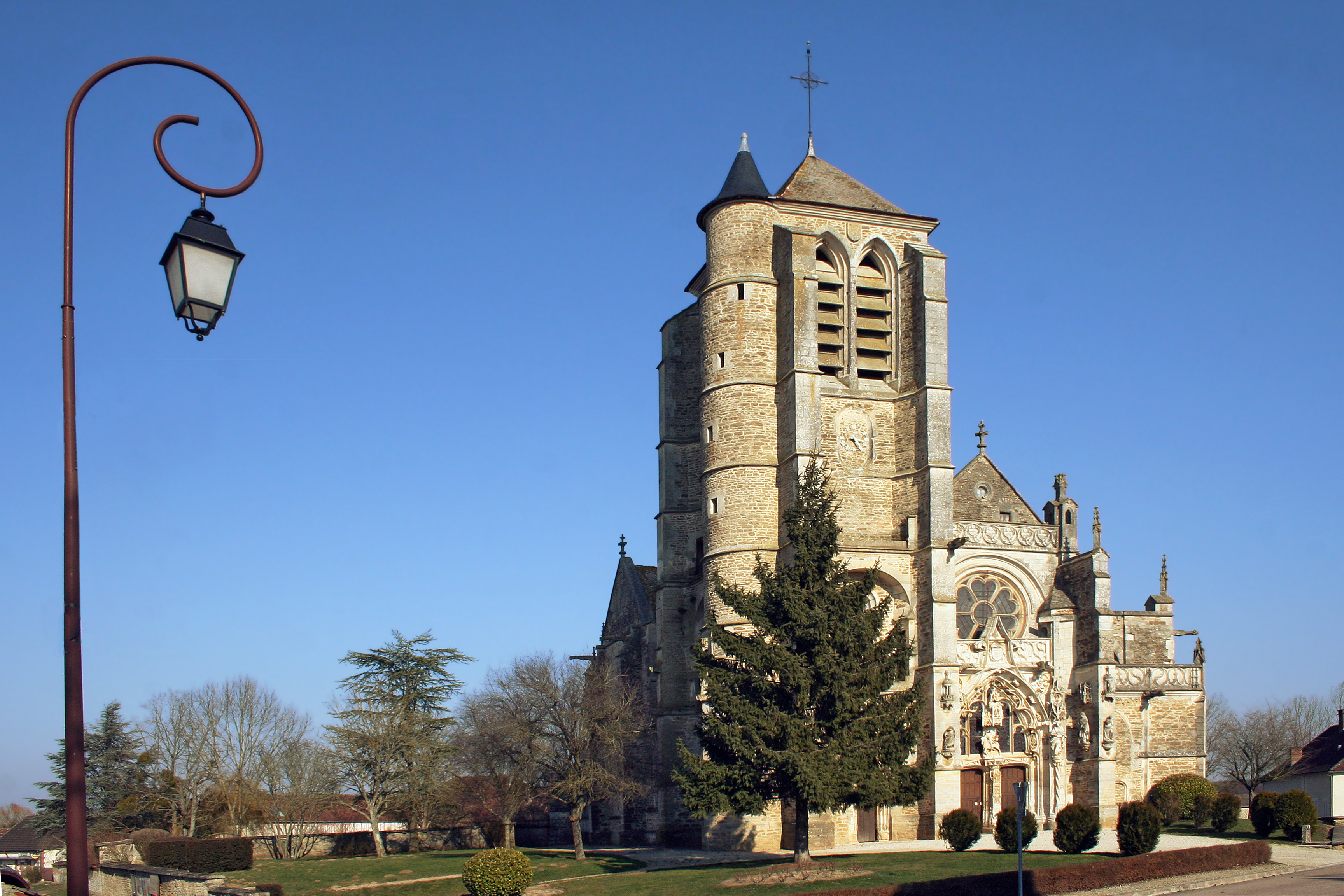
Vue de l'église.